# Richard Correll
Richard Correll est un réalisateur, acteur, producteur et scénariste américain né le 14 mai 1948 dans le Comté de Los Angeles en Californie aux États-Unis.

## Filmographie

### comme réalisateur
- 1986 : Valerie (série télévisée)
- 1987 : La Fête à la maison ("Full House") (série télévisée)
- 1989 : La Vie de famille ("Family Matters") (série télévisée)
- 1990 : Ski Patrol (en)
- 1990 : Going Places (en) (série télévisée)
- 1990 : Larry et Balki ("Perfect Strangers")
- 1993 : Getting By (en) (série télévisée)
- 1994 : Seuls au monde (en) ("On Our Own") (série télévisée)
- 1994 : ABC Sneak Peek with Step by Step (TV)
- 1995 : Kirk (en) (série télévisée)
- 1995 : Salut les frangins (Brotherly Love) (série télévisée)
- 1996 : Life with Roger (en) (série télévisée)
- 1997 : Girls Across the Lake (série télévisée)
- 1997 : Meego ("Meego") (série télévisée)
- 1998 : Holding the Baby (série télévisée)
- 1998 : Guys Like Us (en) (série télévisée)
- 1999 : The Norm Show (série télévisée)
- 1999 : The Amanda Show (série télévisée)
- 2001 : Totalement jumelles ("So Little Time") (série télévisée)
- 2002 : Phénomène Raven ("That's So Raven") (série télévisée)
- 2002 : Ce que j'aime chez toi ("What I Like About You") (série télévisée)
- 2006 : Hannah Montana (série télévisée)
- 2008 : Le Pacte mystérieux (Mostly Ghostly) (DTV)
- 2011 : Hannah Montana Forever (série télévisée)

### comme acteur
- 1991 : The Hogan Family
- 1983 : Still the Beaver (en) (TV) : Richard

### comme producteur
- 1982 : Police Squad ("Police Squad!") (série télévisée)

### comme scénariste
- 1974 : Happy Days (série télévisée)
- 1989 : La Vie de famille ("Family Matters") (série télévisée)